# Kim Yeon-seo
Kim Yeon seo (6 de agosto de 1996) es una actriz surcoreana.

## Filmografía

### Serie de televisión
| Año  | Título            | Papel                 | Red     |
| ---- | ----------------- | --------------------- | ------- |
| 2017 | My Only Love Song | La Princesa Pyunggang | Netflix |
| 2018 | That Man Oh Soo   | Hyo-jin               | OCN     |

### Cine
| Año  | Título    | Papel    |
| ---- | --------- | -------- |
| 2017 | New Trial | Soo-jung |